# Каландёнок, Николай Анатольевич
Николай Анатольевич Каландёнок (род. 1 января 1949 года, Мстиж, Минская область, БССР) — белорусский композитор и педагог.

## Биография
Николай Анатольевич Каландёнок родился 1 января 1949 года в селе Мстиж Минской области БССР. В 1978 году окончил Киевскую консерваторию (ныне Национальная музыкальная академия Украины имени П. И. Чайковского) по классу композитора-педагога Андрея Яковлевича Штогаренко.
С 1980 по 1987 год Николай Анатольевич работал руководителем коллективов художественной самодеятельности киевского Дома учителя, одновременно преподавал в Музыкальном училище им. Р. Глиэра (1982—1986). С 1985 года — член Национального союза кинематографистов Украины (НСКУ). С 1987 года занимался творчеством, сочинял музыку, записывался на украинском радио. С 2006 года пишет музыку к спектаклям Киевского театра кукол.

## Произведения автора
- Музыка для симфонического оркестра;
- Симфоническая-кантата «Колокола Хатыни» (1979);
- «Концертино» (1981);

### Музыка для камерного ансамбля
- Трио для струнных инструментов (1980);
- Струнний квартет (1983);

### Хоровые произведения
- Цикл «Осень» для смешанного хора а капелла на сл. М. Рыльского, В. Сосюры, П. Тычины, Б. Чипа (1983—1989);

### Песни и романсы
- «Белые лилии» на слова Виктора Герасимова;
- «Будь кохана» на слова Бориса Чипы;
- «Забуваєм себе, забуваєм» на слова Бориса Чипы;
- «Кажуть люди, що лукава» на слова Бориса Чипы;
- «Калиновый жар» на слова Бориса Чипы;
- «Однієї долі два крила» на слова Владлена Ковтуна;

### Музыка для художественных фильмов
- «Голод-33» (1991, в соавторстве С Виктором Пацукевичем);
- «Держись, казак!» (1991, в соавторстве c Виктором Пацукевичем);

### Музыка для документальных фильмов
- «Просвітлої дороги свічка чорна» (1992, в соавторстве с Виктором Пацукевичем; режиссёр Станислав Чернилевский);
- «Да святится имя твоё» (1992—1993, в соавторстве с Виктором Пацукевичем; режиссёр Наталья Акайомова);
- «Златокрай» (1995).